# Polinomios de Pidduck
En matemáticas, los polinomios de Pidduck sn(x) son polinomios introducidos por Fredererik B. Pidduck (1910, 1912) dados por la función generadora de la forma
{\displaystyle \displaystyle \sum _{n}{\frac {s_{n}(x)}{n!}}t^{n}=\left({\frac {1+t}{1-t}}\right)^{x}(1-t)^{-1}}